# 2000年美國
|        | 美國歷史 \| 美國歷史年表                                                                                                   |
| 世紀： | 19世紀美國 \| 20世紀美國 \| 21世紀美國                                                                                     |
| 年代： | 1970年代美國 \| 1980年代美國 \| 1990年代美國 \| 2000年代美國 \| 2010年代美國 \| 2020年代美國 \| 2030年代美國               |
| 年份： | 1996年美國 \| 1997年美國 \| 1998年美國 \| 1999年美國 \| 2000年美國 \| 2001年美國 \| 2002年美國 \| 2003年美國 \| 2004年美國 |
| 紀年： | 美国独立224周年 |

## 聯邦政府

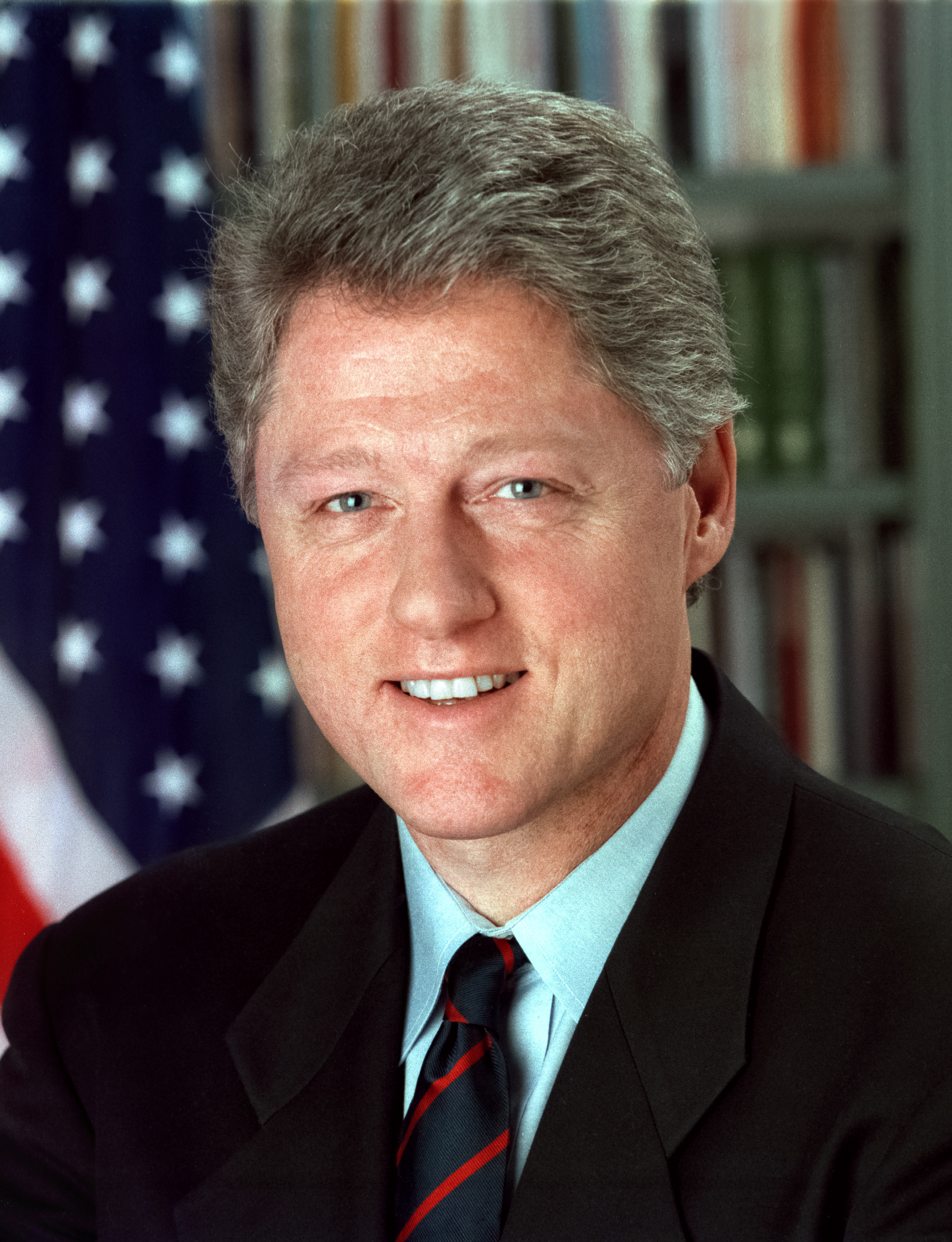
總統：比尔·克林顿
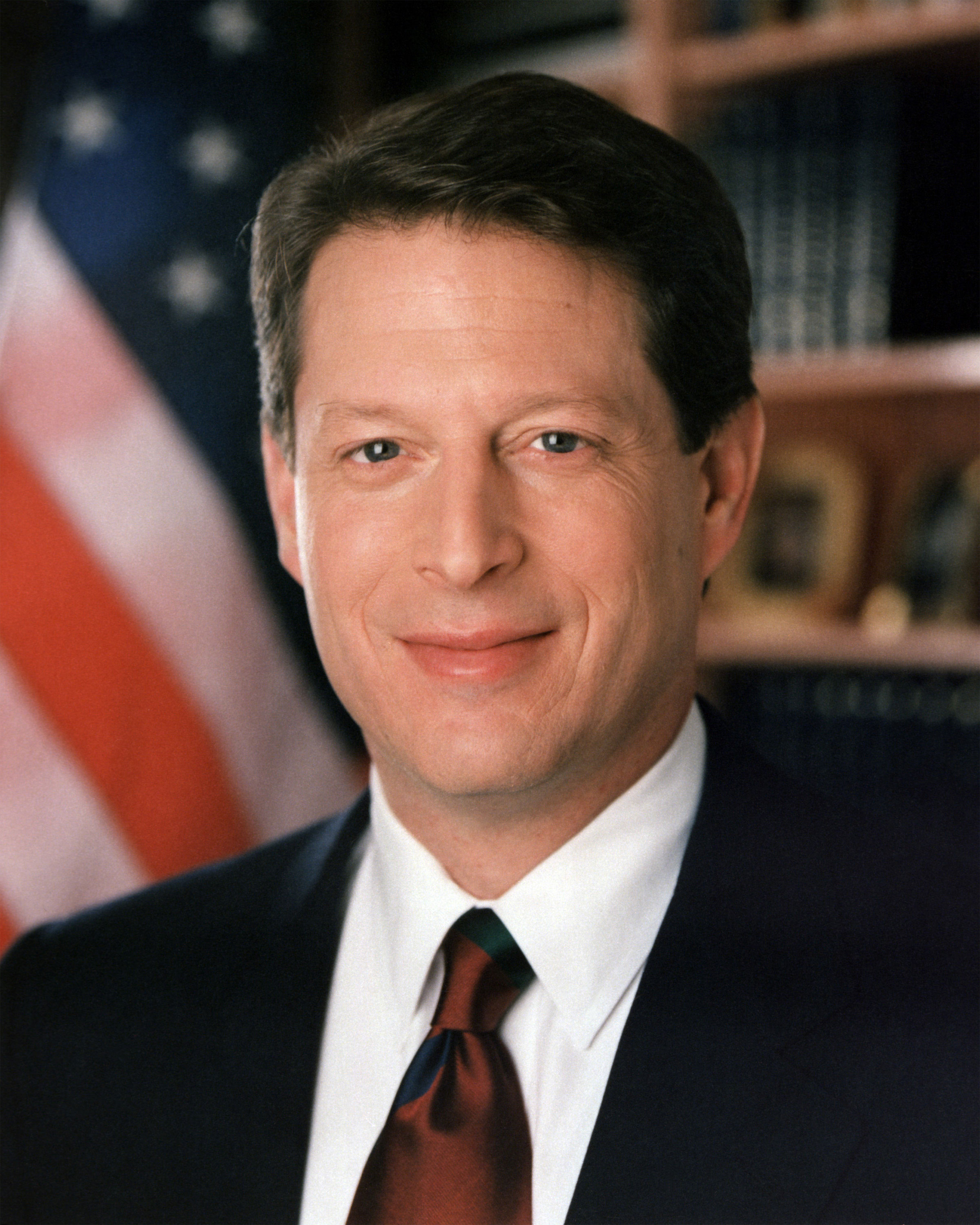
副總統：阿尔·戈尔
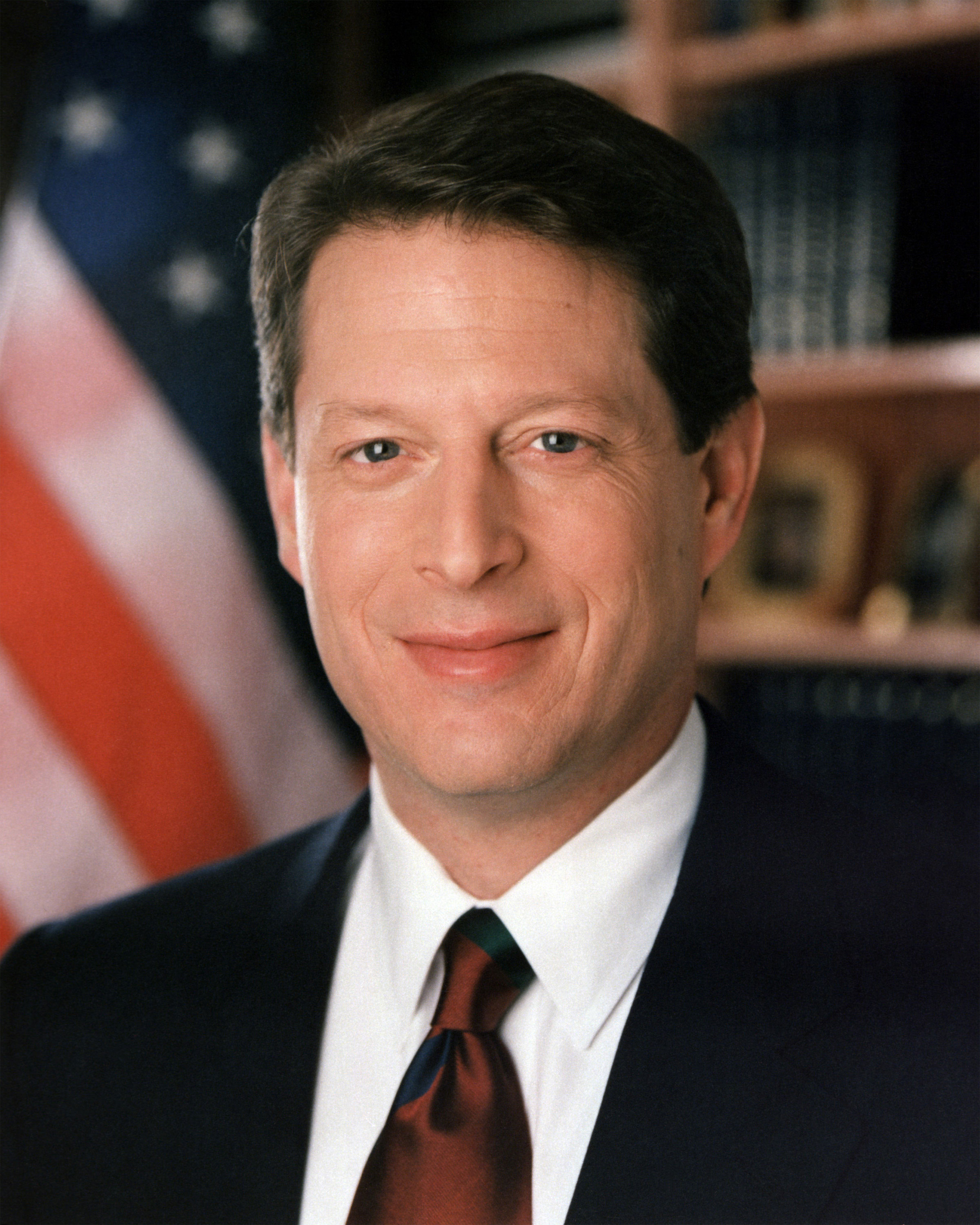
參議院議長：艾爾·高爾（副總統兼任）
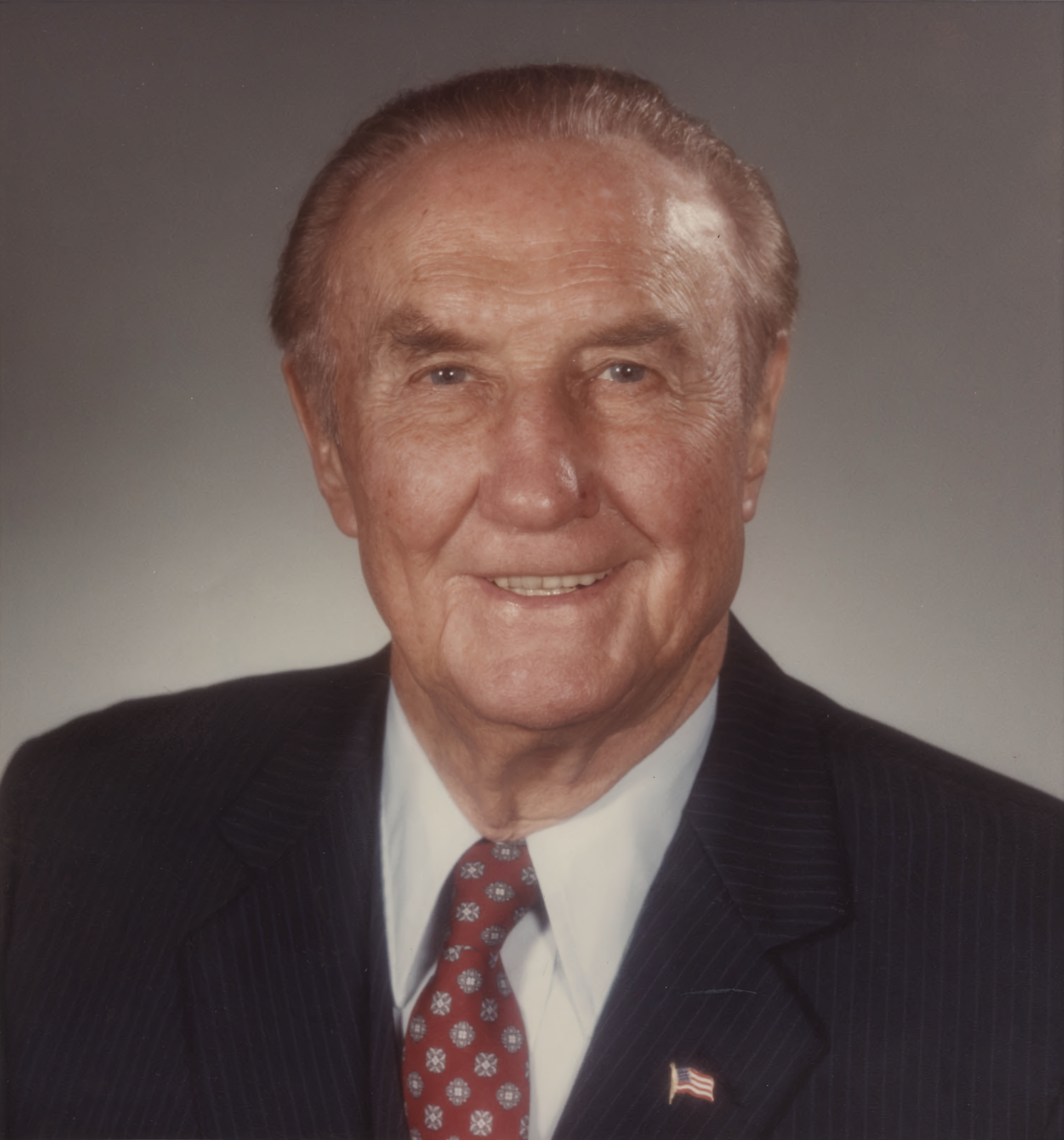
參議院臨時議長：斯特罗姆·瑟蒙德
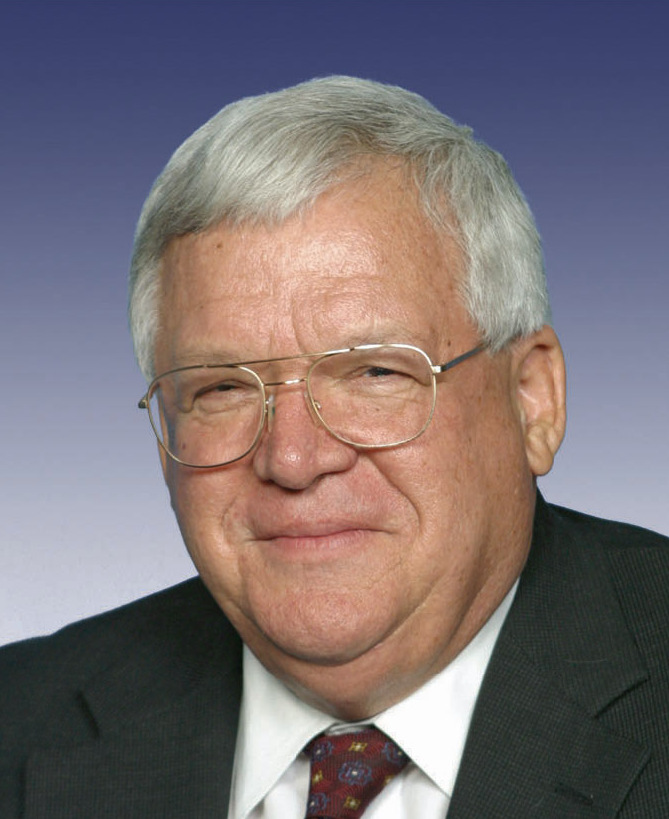
眾議院議長：丹尼斯·哈斯特尔特
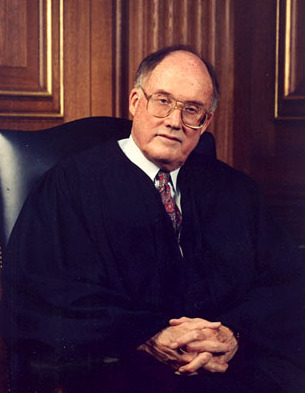
首席大法官：威廉·伦奎斯特

## 大事記

### 1月
- 1月31日——阿拉斯加航空261號班機空難

### 10月
- 10月10日——美國總統柯林頓簽署《H.R.4444號法案》，確立美國與中華人民共和國的正常貿易關係。

### 11月
- 11月2日——移民美國香港人家庭發生兇殺案，17歲少女梁碧芝疑對不滿其與20歲非裔男友交往的父母心懷怨恨，串謀男友用皮帶勒死父母，藏屍屋內7日後推下紐約東河，梁及男友同被判30年監禁[1][2]。
- 11月7日——2000年美國總統選舉，小布希贏得較多選舉人票，但因佛羅里達州的票數太過接近而發生計票爭議。
- 11月16日——美國總統柯林頓訪問越南，成為首位訪問越南的在职美國總統。

### 12月
- 12月11日——美國最高法院判決停止美國總統選舉佛羅里達州的重新計票工作，確定由小布希獲得該州的選舉人票，最終當選總統。
- 12月13日——美國民主黨總統候選人高爾宣布競選失敗，成為美國史上第三位贏得普選票、卻輸掉選舉人票的侯選人。